# Пересмішник кампеонський
Пересмішник кампеонський (Mimus trifasciatus) — вид горобцеподібних птахів родини пересмішникових (Mimidae). Вид є ендеміком острова Флореана з групи Галапагоських островів в Еквадорі. Мешкає на відкритих місцевостях серед чагарників. Тіло завдовжки до 25 см. Живиться фруктами, комахами, дрібними хребетними.